# 1835年殖民統治者名單
本列表列出1772年殖民地，保护国和属地的殖民統治者。

## 西班牙
- 古巴 –米格爾·塔科, 古巴总督 (1834-1838)
- 波多黎各 – 米格爾·德拉托雷, 波多黎各总督 (1823-1837)

## 葡萄牙
- 安哥拉 – 军政府(1834–1836年)

## 英國
- 马耳他殖民地
  1. 弗雷德里克·卡文迪什庞森比, 马耳他总督 (1827年-1835年)
  2. 喬治·卡德，马耳他代理总督(1835-1836)
- 新南威爾士州 理查德·伯克大將軍，新南威尔士州总督(1831-1837)
- 西澳大利亚州 – 詹姆士·史特靈，西澳大利亚州总督(1828-1839)